# Gorići
Gorići falu Horvátországban Lika-Zengg megyében. Közigazgatásilag Otocsánhoz tartozik

## Fekvése
Zenggtől légvonalban 25 km-re, közúton 46 km-re délkeletre, községközpontjától 8 km-re délnyugatra a Kis-Kapela és a Velebit-hegység között fekszik.

## Története
A szerb többségű település a 17. század közepén keletkezett amikor a török elől menekülő pravoszláv vallású vlahokat telepítettek erre a vidékre. Lakói a letelepítés fejében a török elleni harcokban katonai szolgálatot láttak el. A település a katonai határőrvidék részeként az otocsáni határőrezredhez tartozott. A falu régi temploma a "Crkvište" nevű magaslaton állt, ahol ma is lehet találni épületmaradványokat és emberi csontokat. Később a templomot a szomszédos Ponorihoz tartozó Rudina-dombon építették fel, melyhez feltehetően a régi gorići templom anyagát is felhasználták. 
A falunak 1890-ben 222, 1910-ben 252 lakosa volt. A trianoni békeszerződésig Lika-Korbava vármegye Otocsáni járásához tartozott. Ezt követően előbb a Szerb–Horvát–Szlovén Királyság, majd Jugoszlávia része lett. Jugoszlávia felbomlása után 1991-ben a független Horvátország része lett. A falunak 2011-ben 23 lakosa volt.

## Lakosság
| Lakosság változása | Lakosság változása | Lakosság változása | Lakosság változása | Lakosság változása | Lakosság változása | Lakosság változása | Lakosság változása | Lakosság változása | Lakosság változása | Lakosság változása | Lakosság változása | Lakosság változása | Lakosság változása | Lakosság változása | Lakosság változása |
| ------------------ | ------------------ | ------------------ | ------------------ | ------------------ | ------------------ | ------------------ | ------------------ | ------------------ | ------------------ | ------------------ | ------------------ | ------------------ | ------------------ | ------------------ | ------------------ |
| 1857               | 1869               | 1880               | 1890               | 1900               | 1910               | 1921               | 1931               | 1948               | 1953               | 1961               | 1971               | 1981               | 1991               | 2001               | 2011               |
| 0                  | 0                  | 0                  | 222                | 243                | 252                | 218                | 219                | 207                | 186                | 323                | 177                | 63                 | 43                 | 25                 | 23                 |